# Wacław Plewako
Wacław Plewako (ur. w 27 maja 1898 w majątku Gojlusze, zm. wiosną 1940 w Charkowie) – major saperów Wojska Polskiego, ofiara zbrodni katyńskiej.

## Życiorys
Wacław Plewako był synem Sobiesława i Tekli z Pełko-Stradomskich urodzonym 27 maja 1898 roku w majątku Gojlusze w powiecie kowieńskim. Miał trójkę starszego rodzeństwa: Ludwikę, Władysława i Kazimierza.
Plewakowie h. Pogonia należeli do dziedzicznej szlachty powiatu mińskiego. Majątek Dziakowszczyzna k. Iwieńca był miejscem urodzenia Sobiesława Plewako, natomiast majątek Gojlusze, położony nad rzeką Święta, był posagiem Tekli z Pełko-Stradomskich. Rodzice Wacława wraz z rodzeństwem mieszkali jednak we własnym domu przy placu Troickim nr 6 w Mińsku .
Wacław ukończył rosyjski Korpus Kadetów w Połocku i Nikołajewską Inżynieryjną Szkołę Wojskową w Sankt Petersburgu. Od 14 października 1916 roku do 31 października 1917 roku służył w Armii Imperium Rosyjskiego, zaś od 31 grudnia 1917 roku do 28 czerwca 1918 roku w I Korpusie Polskim pod dowództwem generała Józefa Dowbor-Muśnickiego. Następnie przedostał się do centralnej Polski.
15 listopada 1918 roku został przyjęty do Wojska Polskiego. Wziął udział w walkach z bolszewikami w 1919 i 1920 roku. Po zawarciu rozejmu polsko-bolszewickiego uczestniczył, jako porucznik w zajęciu Wilna przez wojska dowodzone przez generała Lucjana Żeligowskiego. Po przyłączeniu Litwy Środkowej do Polski służył w Sztabie DOK Grodno. Awansowany na stopień kapitana został dowódcą kompanii w 3 pułku Saperów Wileńskich (później przeformowanym w batalion).
7 lutego 1928 roku w Wilnie Wacław Plewako zawarł związek małżeński z Kamillą z Pawluciów (1910–1992), podporucznikiem 27 Wołyńskiej Dywizji Piechoty AK, trzykrotną (do II wojny światowej) mistrzynią Polski w wioślarstwie (skifach). Poznali się na przystani Klubu Sportowego 3 Batalionu Saperów Wileńskich, którego działaczem i wioślarzem był Wacław.
W 1934 roku został powołany na kurs unifikacyjny po ukończeniu, którego awansował na majora i przeniesiony został na wykładowcę do Centrum Wyszkolenia Piechoty w Rembertowie. W grudniu 1938 roku objął funkcję komendanta Szkoły Podchorążych Rezerwy Saperów działającej w ramach Centrum Wyszkolenia Saperów w Modlinie, a w lipcu 1939 roku został wyznaczony na stanowisko dyrektora nauk CWSap.

6 września tego roku, w czasie kampanii wrześniowej, zorganizował ze słuchaczy centrum batalion manewrowy i na jego czele wyruszył na front. Ranny w bitwie pod Kockiem, internowany przez Rosjan, został wywieziony do obozu do Starobielska, skąd ostatni list od niego żona otrzymała na początku kwietnia 1940 roku. Wiosną tego roku został zamordowany przez funkcjonariuszy NKWD w Charkowie i pogrzebany w bezimiennej, zbiorowej mogile w Piatichatkach, gdzie od 17 czerwca 2000 mieści się oficjalnie Cmentarz Ofiar Totalitaryzmu w Charkowie. Figuruje na Liście Starobielskiej NKWD pod poz. 2564.
5 października 2007 roku minister obrony narodowej Aleksander Szczygło – decyzją nr 439/MON – mianował go pośmiertnie na stopień podpułkownika. Awans został ogłoszony 9 listopada 2007 roku w Warszawie, w trakcie uroczystości „Katyń Pamiętamy – Uczcijmy Pamięć Bohaterów”. 

## Awanse służbowe
- porucznik – zweryfikowany ze starszeństwem z dniem 1 czerwca 1919 (w 1924 zajmował 27 lokatę)
- kapitan – ze starszeństwem z dniem 1 lipca 1925
- major – 28 czerwca 1935 ze starszeństwem z dniem 1 stycznia 1935 i 13 lokatą w korpusie oficerów inżynierii i saperów
- podpułkownik – 5 października 2007 pośmiertnie

## Ordery i odznaczenia
- Krzyż Walecznych
- Srebrny Krzyż Zasługi (10 listopada 1928)[13]
- Krzyż Zasługi Wojsk Litwy Środkowej